# Manlio Cancogni
Manlio Cancogni (n. 16 iulie 1916, Bologna, Italia – d. 1 septembrie 2015, Pietrasanta, Toscana, Italia) a fost un scriitor italian.
A câștigat Premiul Strega în 1973 pentru Allegri, gioventù.